# Uranophora maranhaonis
Uranophora maranhaonis là một loài bướm đêm thuộc phân họ Arctiinae, họ Erebidae.